# Gonomyia milangensis
Gonomyia milangensis är en tvåvingeart som beskrevs av Alexander 1960. Gonomyia milangensis ingår i släktet Gonomyia och familjen småharkrankar.
Artens utbredningsområde är Moçambique. Inga underarter finns listade i Catalogue of Life.